# HTML-szerkesztő programok
A HTML-szerkesztő programok olyan programok, melyek HTML-oldalak elkészítésére alkalmasak.
Mivel a HTML egyszerű szöveg egy szöveges állományban, ezek legegyszerűbben egy sima szöveget szerkeszteni képes programmal hozhatók létre. A modernebb, kimondottan ilyen célra íródott programok jelentős segítséget nyújtanak a szerkesztés folyamatában, például automatikusan ellenőrzik a beírt utasításokat, esetleg WYSIWYG elv alapján működnek, jelentősen lerövidítve az elkészítés időtartamát. Egyes szövegszerkesztők is képesek HTML oldalak készítésére (például a Microsoft Office vagy OpenOffice.org), de ezeknek az eszközöknek nem ez a fő funkciójuk, ezért nem feltétlenül tudják ugyanazt nyújtani, mint egy ilyen célra fejlesztett szoftver.

## Programok

### Szöveges alapú, kódszerkesztő programok
- 1st Page 2000
- Alleycode HTML Editor, van beépített előnézet funkció
- Arachnophillia
- BBEdit, van beépített előnézet funkció
- BlueFish
- CoffeeCup HTML Editor 2006, van beépített előnézet funkció
- ConTEXT
- HTML Kit
- HTMLPad
- Macromediától a Homesite, van beépített előnézet funkció
- Notepad++
- Notepad2
- Quanta Plus
- SCREEM
- Textile
- Vim

### Grafikus alapú, WYSIWYG programok
- Adobe Systems-től a Dreamweaver
- Microsoft FrontPage
- NetObjects Fusion
- Mozilla Composer, Netscape szerkesztő
- Namótól a WebEditor
- Nvu, a Mozilla szerkesztőjén alapul
- OpenOffice.org van HTML export funkciója
- Microsoft Word van HTML export funkciója, bár mivel elsősorban a Word-höz fejlesztették, így a létrehozott HTML-állomány lényegesen nagyobb méretű, mint egy hagyományos HTML-kód.